# Ashley Walters
Pour les articles homonymes, voir Walters.
Ashley Walters, né le 30 juin 1982, à Peckham (Angleterre), est un acteur et rappeur britannique. Il est membre du groupe So Solid Crew.

## Biographie
Ashley Walters est né le 30 juin 1982, à Peckham (Angleterre).

### Vie privée
Il a trois enfants avec Natalie Williams, deux fils, Shayon Perry (né en 2000) et Panera Ashley (né en 2003), une fille China Walters (née en 2001).
Il a deux filles, Antonia et Ashleigh, avec une ex-compagne.
Depuis 2013, il est marié à Danielle Isaie. Ils ont deux enfants, Amiaya-Love (née en 2014) et River Leslie Walters (né en 2016).

## Filmographie

### Cinéma

#### Longs métrages
- 2000 : Born Romantic de David Kane : Lee
- 2000 : Some Voices de Simon Cellan Jones : L'aide en cuisine
- 2004 : Bullet Boy (en) de Saul Dibb : Ricky
- 2005 : Goal! : Naissance d'un prodige (Goal!) de Danny Cannon : Carl Francis
- 2005 : Réussir ou mourir (Get Rich or Die Tryin') de Jim Sheridan : Antwan
- 2005 : House of 9 de Steven R. Monroe : Al B
- 2006 : Alex Rider : Stormbreaker (Stormbreaker) de Geoffrey Sax : Wolf
- 2006 : Life and Lyrics (en) de Richard Laxton : Danny Lewis
- 2007 : W Delat Z de Tom Shankland : Daniel Leone
- 2007 : Sugarhouse (en) de Gary Love : D
- 2008 : Speed Racer de Lana et Lilly Wachowski : Prince Kabala
- 2008 : Tu£sday de Sacha Bennett : Billy
- 2009 : Dead Man Running d'Alex De Rakoff : Fitzroy
- 2011 : Sket, le choc du ghetto (Sket) de Nirpal Bhogal : Trey
- 2011 : Anuvahood (en) d'Adam Deacon et Daniel Toland : Cracks
- 2011 : Demons Never Die (en) d'Arjun Rose : Bates
- 2012 : St George's Day de Frank Harper : Kootz
- 2013 : Fedz de Q : Cherokee Blame
- 2013 : All Stars de Ben Gregor : Mark
- 2014 : Montana de Mo Ali : Ryan
- 2016 : Ransom Games (Take Down) de Jim Gillespie : Danny Dorsey
- 2016 : Demain tout commence d'Hugo Gélin : Lowell
- 2026 : Remain de M. Night Shyamalan

#### Courts métrages
- 1999 : Take 2 de Rikki Beadle Blair : Un homme
- 2000 : The Elevator d'Alrick Riley : Le jeune homme
- 2006 : Cubs de Tom Harper : Karl
- 2010 : Reunion de Nicholas Parish : James
- 2011 : Zion de Ryan Samuda : Rasheed
- 2011 : Reparations for the Soul de Shola Amoo et Nosa Igbinedion : L'entité
- 2015 : We Always Do What We Want de David Petch : Caleb
- 2018 : Drawn Out de Teddy Nygh : Big Mo
- 2018 : Shiro's Story Part 3 de Rapman : Ty
- 2025 : Softy de Joshua Reeves : Ron

### Télévision

#### Séries télévisées
- 1992 : Les Aventures du jeune Indiana Jones (The Young Indiana Jones Chronicles) : Omar
- 1997 : Grange Hill : Andy Phillips
- 2000 : La Brigade du courage (London's Burning) : Jimmy
- 2000 : Urban Gothic : Leo
- 2000 - 2001 : The Bill :  Michael Dexter / Jess Thomas
- 2000 : Never Never : Lee
- 2000 : Shockers : Brian
- 2001 : Le Monde des ténèbres (Dark Realm) : L'étudiant noir
- 2002 : The Hidden City : Sid
- 2003 : Holby City : Roy Woodley
- 2004 : Top Buzzer : Bugsy
- 2005 : Last Rights : Max
- 2007 : Les Arnaqueurs VIP (Hustle) : Billy Bond
- 2009 : Small Island : Michael
- 2010 : Five Days : Jamal Matthews
- 2011 : Outcasts : Jack Holt
- 2011 : Bedlam : Mark
- 2011 - 2013 / 2019 / 2022 - 2023 : Top Boy : Dushane
- 2012 : Inside Men : Chris
- 2012 : Coming Up : Riz
- 2012 : Sinbad : Abdul Fahim
- 2012 : True Love : Paul
- 2013 : Doctor Who : Gregor Van Baalen
- 2013 : Family Tree : Dr Watson
- 2013 : Truckers : Steven
- 2014 : Affaires non classées (Silent Witness) : Carter
- 2014 : The Musketeers : Charon
- 2014 : Le Transporteur (Transporter: The Series) : Benoit Nhsombo
- 2015 : Cuffs : Ryan Draper
- 2016 : The Aliens : Christophe
- 2017 : In the Dark : DI Tim Cornish
- 2017 : Drunk History: UK : Roi Charles I
- 2017 : Safe House : John Channing
- 2018 - 2021 : Bulletproof : Ronnie Pike
- 2021 : I Am... : Chris
- 2023 : Tu me manques (Missing You) : Josh Buchanan
- 2024 - 2025 : A Thousand Blows : Switch
- 2025 : Adolescence : Inspecteur Luke Bascombe

#### Téléfilms
- 1999 : The Murder of Stephen Lawrence de Paul Greengrass : Stuart Lawrence
- 2000 : Storm Damage de Simon Cellan Jones : Stefan
- 2001 : The Whistle-Blower de Ben Bolt : Keith Lindo
- 2015 : The Ark de Kenneth Glenaan : Un ange